# Constantino Dejanović
Constantino Dejanović (en serbio: Константин Дејановић; fl. 1365-1395) fue un noble serbio que gobernó una gran provincia en el este de Macedonia bajo la soberanía otomana. Sucedió a su hermano mayor Jovan Dragaš, que había sido vasallo otomano desde la batalla de Maritza (1371), en la que había perecido parte de la nobleza serbia. Los hermanos tenían su propio señorío y acuñaban monedas según el estilo Nemanjić. Su hija Helena (Jelena) se casó con el emperador bizantino Manuel II Paleólogo en 1392. Murió en la batalla de Rovine (17 de mayo de 1395), sirviendo a los otomanos contra Valaquia, luchando junto a los magnates serbios Esteban Lazarević y Marko Mrnjavčević.

## Biografía

### Primeros años
El padre de Constantino era el déspota y sebastocrátor Dejan, que había ocupado la región de Kumanovo bajo el gobierno de Esteban Dušan. La madre de Constantino, Teodora Nemanjić, era media hermana de Dušan. Sus abuelos maternos fueron el rey Esteban Dečanski y la reina María Paleóloga.

### Reinado

Estados de los Balcanes Centrales, incluyendo el reino de Constantino Dragaš (Despotado de Velbazhd) en 1373-1395.

Alrededor de 1365, el hermano mayor de Constantino, Jovan Dragaš, poseía Štip y Strumica. Su hermano fue promovido a déspota por el emperador Uroš V (antes de 1373), ya que el emperador Dušan había promovido a Dejan, su padre. Las fuentes otomanas informan que en 1373, el ejército otomano obligó a «Saruyar» (Jovan Dragaš) que gobernaba en el alto Struma, a reconocer el vasallaje otomano. Constantino había ayudado a Jovan a gobernar las tierras, y cuando murió en 1378 o 1379, lo sucedió, consiguiendo posteriormente gobernar grandes porciones del noreste de Macedonia y el valle del Estrimón.
Acuñó monedas, como había hecho su hermano. La familia Dejanović realizó generosas donaciones a varios monasterios en el Monte Athos, incluidos Hilandar, Pantaleón y Vatopedi.
El 10 de febrero de 1392, la hija de Constantino, Jelena, se casó con Manuel II Paleólogo. Al día siguiente, el patriarca los coronó emperador y emperatriz.
Después de la batalla de Maritza, se vieron obligados a convertirse en vasallos del Imperio otomano, pero mantuvieron estrechos vínculos con sus vecinos cristianos, incluido el Imperio bizantino. En 1395, junto con su vecino y aliado, el rey serbio de Prilep Marko, Constantino Dejanović murió luchando por su señor otomano, el sultán Bayezid I, contra Mircea I de Valaquia en Rovine, cerca de Craiova. Los otomanos nombraron la capital de Constantino, Velbazhd, en su honor, Köstendil (actual Kyustendil).

## Matrimonio y descendencia
Constantino se casó dos veces. Se desconoce el nombre de su primera esposa, pero no era Tamar (Tamara), hija del zar Iván Alejandro de Bulgaria, que se había casado con un déspota llamado Constantino. Constantino luego se casó con Eudoxia de Trebisonda, hija del emperador Alejo III de Trebisonda y Teodora Cantacucena. Con su primera esposa, Constantino tuvo al menos una hija y posiblemente un hijo:
- Helena Dragases (Jelena Dragaš, monja Hipomona), que se casó con el emperador bizantino Manuel II Paleólogo y murió el 13 de mayo de 1450. Entre sus muchos hijos estaban los dos últimos emperadores bizantinos.[4]

## Legado
Constantino Dejanović es venerado en la poesía épica serbia como Beg Kostadin (en la poesía se le dio el título de bey porque se convirtió en vasallo otomano).